# Cantone di Arras-Sud
Il Cantone di Arras-Sud era una divisione amministrativa dell'arrondissement di Arras.
È stato soppresso a seguito della riforma complessiva dei cantoni del 2014, che è entrata in vigore con le elezioni dipartimentali del 2015.
Comprendeva parte della città di Arras e i comuni di:
- Achicourt
- Agny
- Beaurains
- Fampoux
- Feuchy
- Neuville-Vitasse
- Tilloy-lès-Mofflaines
- Wailly